# 范云六
范云六（1930年5月16日—），女，湖南长沙人，中国农业生物工程专家，中国工程院院士。

## 生平
1952年毕业于武汉大学。1960年获苏联列宁格勒大学副博士学位。1997年当选为中国工程院院士。